# Monumento à República

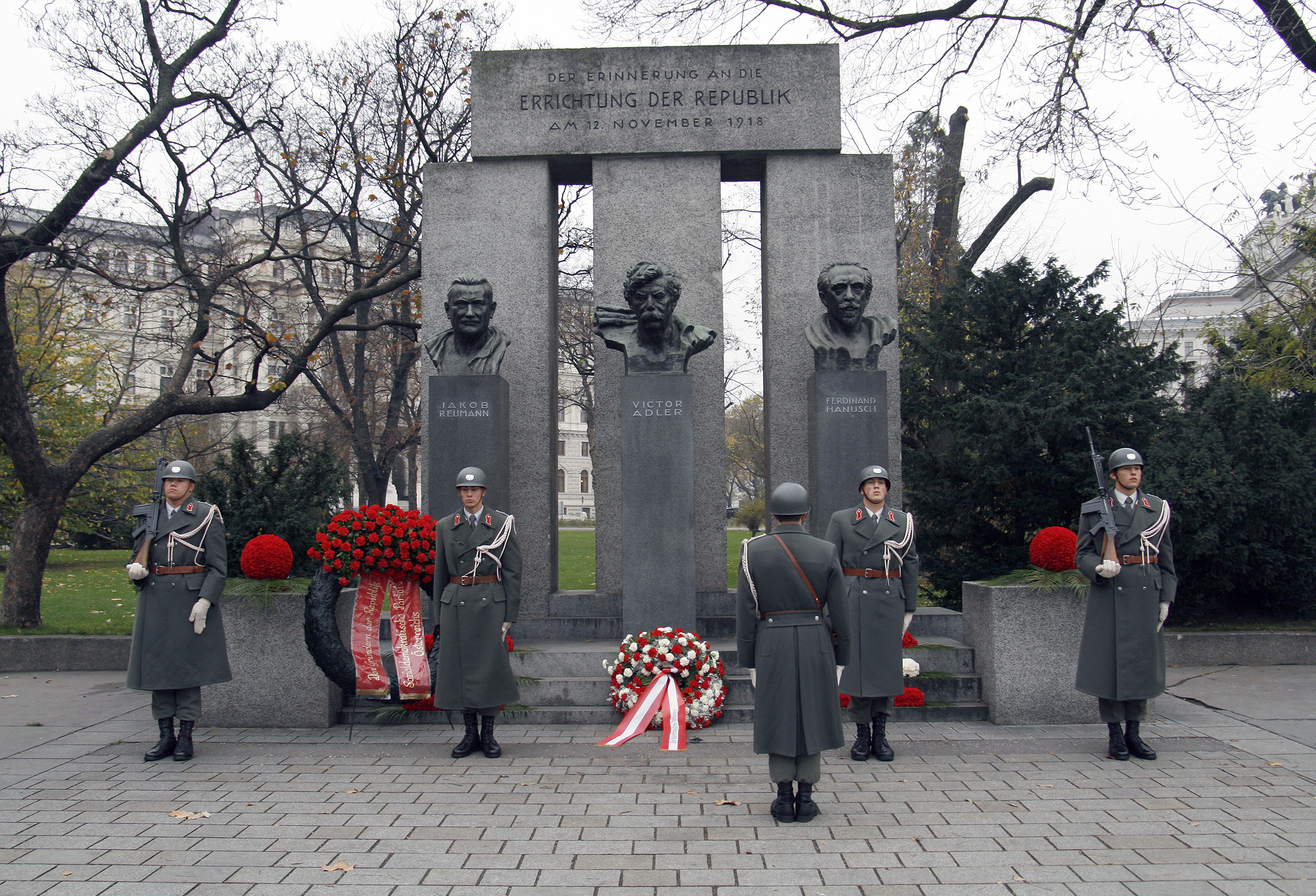
Cerimônia da fundação da Áustria em 2008.

Monumento à República ou Republikdenkmal, em Viena, é a comemoração da fundação na República da Áustria em 12 de novembro de 1918. Está localizado em Ringstraße entre a casa do Parlamento e o palácio Epstein.

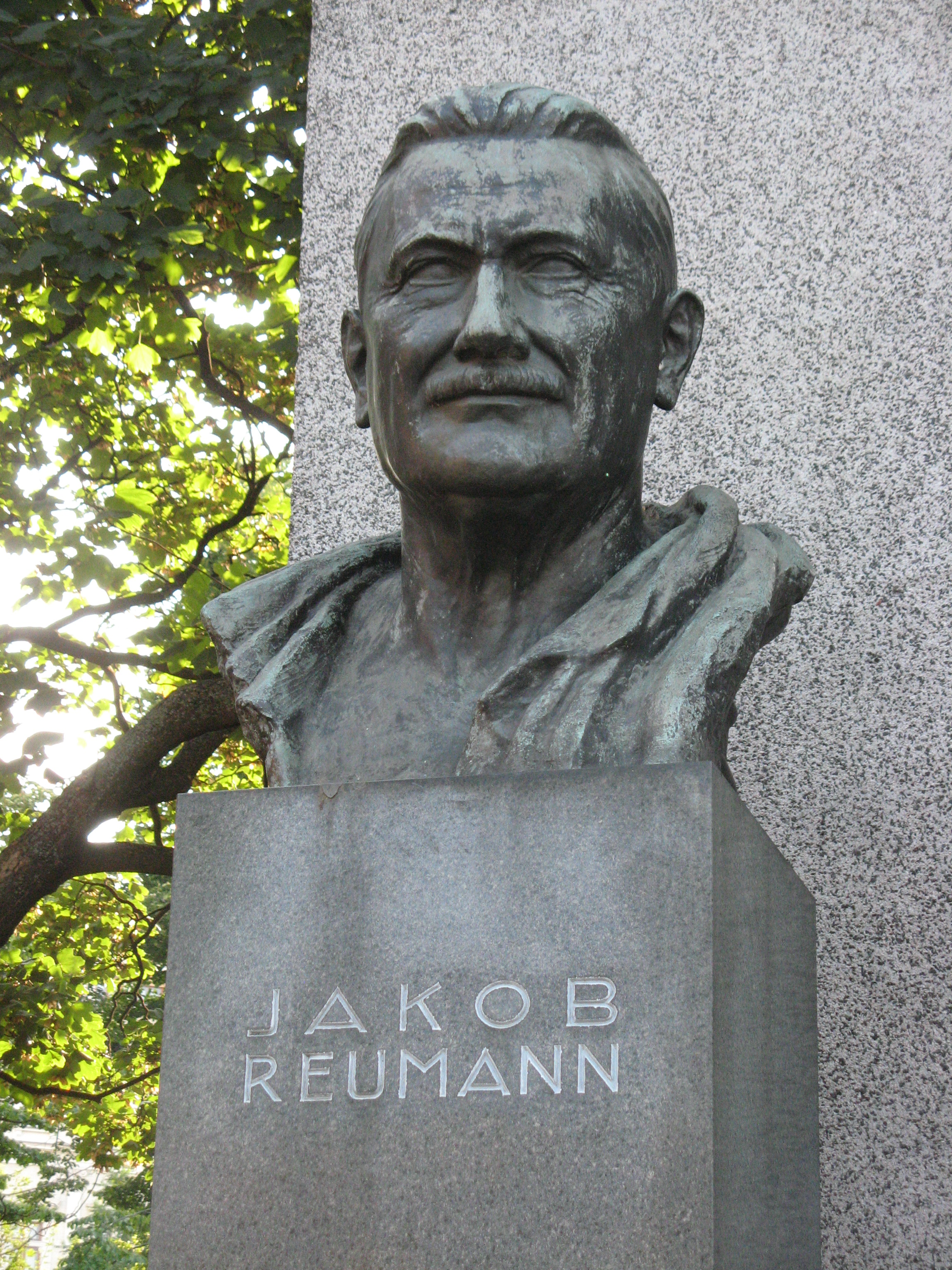
Jakob Reumann
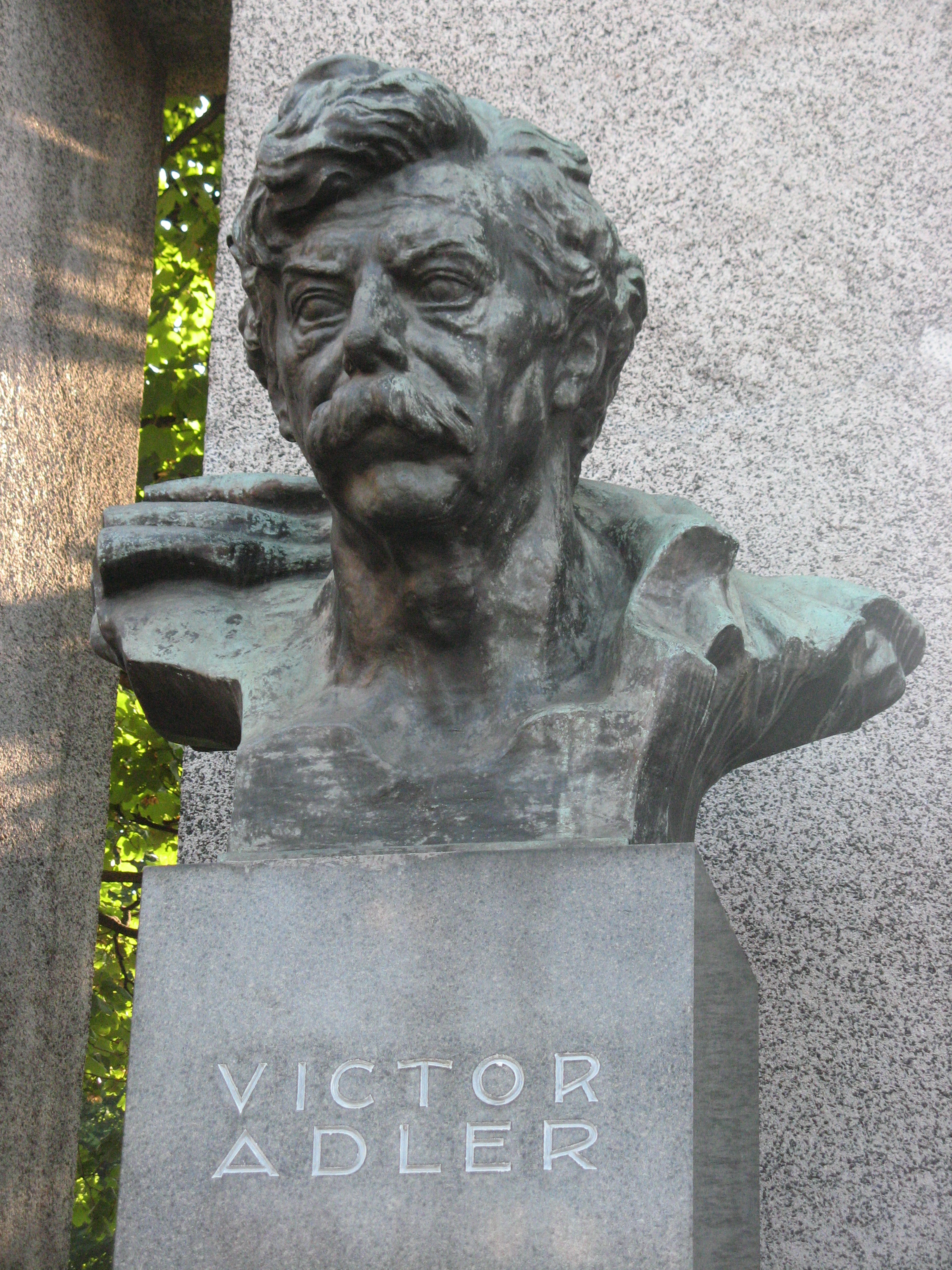
Victor Adler
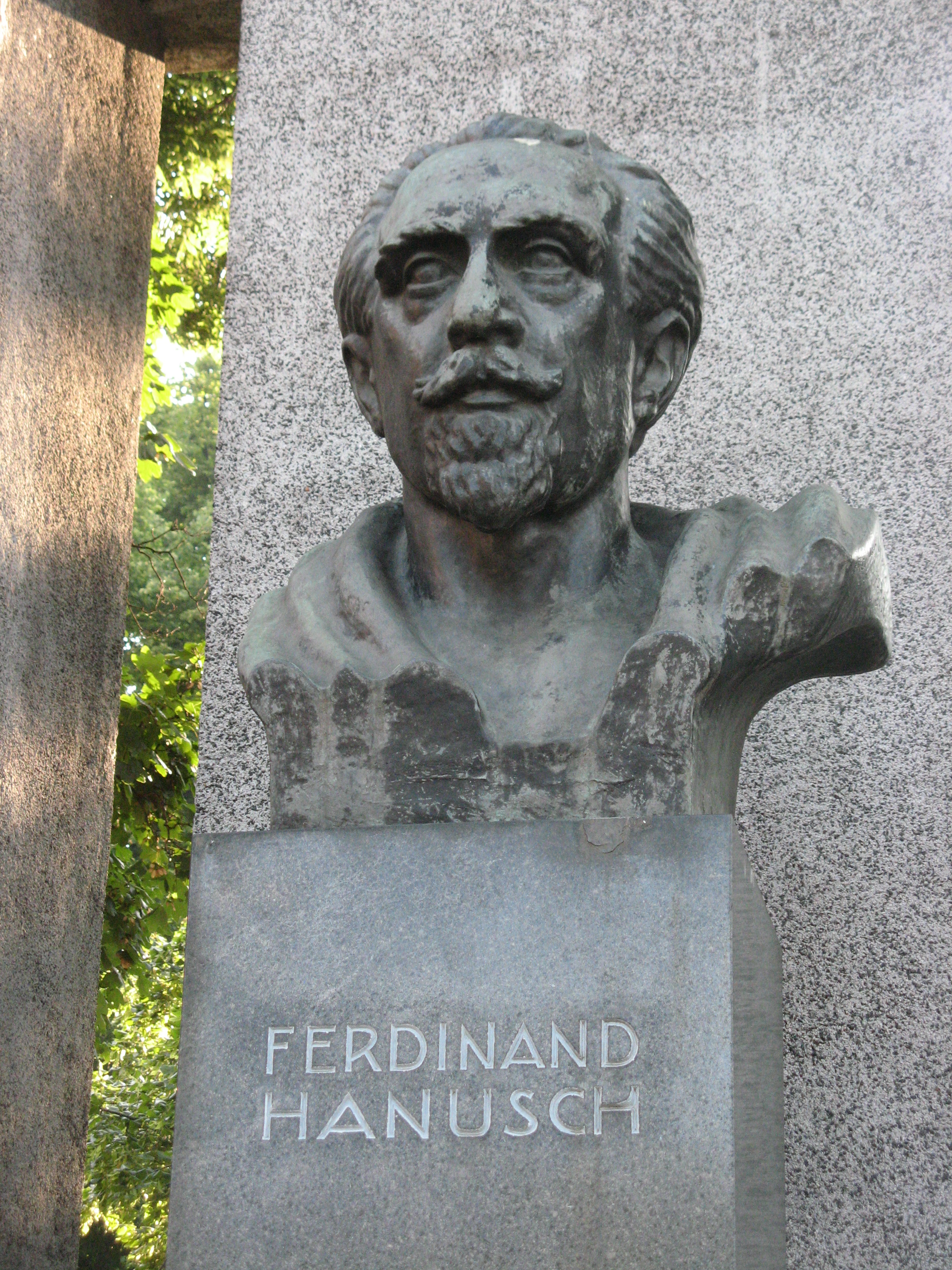
Ferdinand Hannouche